# Evagrius van Pontus

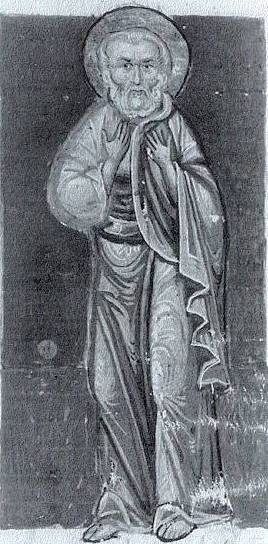

Evagrius van Pontus (Grieks: Εὐάγριος ὁ Ποντικός) (Ibora in Pontus, 345 - Kellia (Egypte), 399) was een van de zogenaamde woestijnvaders, de grondleggers van het christelijke monnikendom in de Egyptische woestijn.

## Carrière
Evagrius werd geboren in Ibora in Pontus, in het noorden van het huidige Turkije, aan de kust van de Zwarte Zee. Hij kwam uit een vooraanstaande christelijke familie in die stad; zijn vader was koorbisschop. Verder is er weinig bekend over zijn jeugd en opleiding. Wel wordt uit zijn latere werk duidelijk dat hij een geleerd mens was met een grote algemene kennis. Hij was bedreven in de wiskunde, de retorica, de filosofie en de theologie. Als jongeman werd hij door Basilius de Grote (bisschop van Caesarea in Cappadocië,) tot lector gewijd, en zodoende in de clerus opgenomen. Na de dood van Basilius ging Evagrius naar diens goede vriend Gregorius van Nazianze, de bisschop van Constantinopel. Die wijdde hem tot diaken. Gregorius was in een heftige strijd met de arianen verwikkeld,en zo komt het dat ook het vroegst bekende geschrift van Evagrius, de Epistula Fidei, een duidelijke anti-ariaanse klankkleur heeft. Gregorius trok zich tijdens het tweede oecumenische concilie terug als bisschop, verbitterd over de politieke intriges aan de top van de Kerk. Hij liet Evagrius achter bij zijn opvolger Nektarius. Hij leek een glansvolle carrière in de kerkelijke politiek tegemoet te gaan.

## Vlucht
In 382 moest Evagrius echter plotseling de vlucht nemen naar Jeruzalem. Het is niet helemaal duidelijk wat de omstandigheden daarvan waren. Er wordt gesproken van het ontlopen van een verhouding met een hooggeplaatste dame en een droomgezicht dat Evagrius daarover gehad zou hebben. Daarbij was hij een half jaar lang ernstig ziek, wat hem duidelijk tot nadenken heeft aangezet. In ieder geval kwam hij terecht in de gemeenschap rond de vrome adellijke Romeinse dame Melania de Oudere. Die overreedde hem om het monnikskleed aan te nemen, wat hij uiteindelijk deed op pasen van het jaar 383. Onmiddellijk daarna begaf hij zich naar de Egyptische woestijn, in die tijd de bakermat van het monnikendom.

## Monnik
Eerst leefde Evagrius in de beroemde Nitrische woestijn, ongeveer vijftig kilometer ten zuidoosten van Alexandrië. Daarna trok hij nog verder de woestijn in, naar de zogenaamde Kellia. Daar woonden in die tijd de bekendste asceten en kluizenaars van het christendom. Dit leven viel Evagrius, die het luxe leven bij de hogere geestelijkheid gewend was, niet gemakkelijk. Toch was hij duidelijk vastbesloten om het in de woestijn vol te houden. Toen de bisschop van Alexandrië, Theofilus, namelijk probeerde om hem bisschop van Thmuïs te benoemen, vluchtte hij tijdelijk terug naar Melania in Jeruzalem om dat ambt te ontlopen.
Onder de woestijnvaders is Evagrius juist daarom zo belangrijk geworden, omdat hij een geletterd man was. De meeste monniken, ook de meest beroemde, stonden bekend om hun grote wijsheid, maar waren niet geleerd. Zij konden hun leer niet opschrijven, noch hun ideeën onderbrengen in een groter systeem. Evagrius, met zijn speculatieve verstand en zijn brede filosofische opleiding, kon dat wel. Evagrius ontwikkelde aan de hand van de leer van de vaders, in combinatie met zijn eigen kennis, een soort synthese tussen theologische theorie en praktische monnikenwijsheid, die men misschien nog het beste als gewijde psychologie zou kunnen betitelen. Hij maakte daarbij dusdanig school, dat zijn geschriften (soms aanvankelijk onder een andere naam,) een blijvende invloed zouden hebben op de christelijke spiritualiteit van oost en west.

## Leer
De inhoud van Evagrius' geschriften moet niet worden gezien als louter zijn eigen werk, maar eerder als een poging om de traditie van de ongeletterde woestijnvaders op te schrijven en enigszins te systematiseren. Weliswaar werd Evagrius op den duur zelf een woestijnvader, vandaar ook dat zeven van zijn uitspraken deel uitmaken van de Apoftegmata Patrum, de verzameling van korte uitspraken van de woestijnvaders. Maar hij was niet de 'uitvinder' van zijn leer, eerder een doorgever van een traditie die tijdens zijn leven al behoorlijk vaste vormen had aangenomen, en die door hem en zijn omgeving werd voortgezet en verfijnd.
In zijn onderwijs maakt Evagrius duidelijk onderscheid tussen ervaren en minder ervaren leerlingen. Hij schrok ervoor terug om leerlingen die spiritueel nog onvolwassen waren te onderwijzen over zaken die hun begrip te boven gingen.

Ik kan niet schrijven over alle gemene streken van de demonen, en ik schrik ervoor terug om ze uitvoerig en in detail te bespreken, want ik ben bang om de meer simpele zielen onder mijn gehoor te schaden.

Vandaar dat zijn systeem uiteenvalt in twee onderdelen, de leringen voor de zogenaamde Praktikos en die voor de Theoretikos. Deze onderverdeling heeft ook in de latere mystieke theologie van zowel het oosten als het westen standgehouden. Men zou, als men een vergelijking wil maken met het spiritualiteitsonderricht in het westen, het beste de Praktikos kunnen vergelijken met de zogenaamde ascetische theologie, en de theoretikos met de mystieke theologie. Daarbij zou men dan de zogenaamde zuivering bij de Praktikos in kunnen delen, en de verlichting en de eenwording bij de theoretikos. Deze vergelijking gaat niet in alle gevallen op, maar voldoet toch in grote lijnen om enig overzicht over de inhoud van de stof te krijgen.

### De acht gedachten
Een van de meest opvallende kenmerken van zijn leer is het indelen van de verleidingen en ondeugden die een monnik kunnen overvallen in de zogenaamde Acht gedachten.(λογισμοι) Gedachte is hier geen neutraal woord, er wordt duidelijk een slechte gedachte, een bezoeking of bekoring, mee bedoeld. Alle zonden komen voort uit deze acht gedachten. Deze lijst van acht gedachten diende als een diagnostisch middel, om de leerlingen te helpen meer inzicht te krijgen in het proces van bekoring. Zo leerden ze hun eigen krachten en zwakheden beter kennen, en beter te onderscheiden welke remedie ze moesten inzetten om de bekoringen te overwinnen.
De acht gedachten zijn:
- Gulzigheid
- Hebzucht
- Luiheid
- Treurigheid
- Wellust
- Toorn
- IJdelheid
- Hoogmoed

Later (in 590) paste Paus Gregorius I deze lijst aan tot die van de Zeven Hoofdzonden.

### Beschuldiging van ketterij
Zoals de andere zogenaamde Kappadocische Vaders, Gregorius van Nazianze en Basilius van Caesarea maakte Evagrius ijverig studie van de werken van Origenes, en hij borduurde voort op bepaalde van diens esoterische speculaties over de pre-existentie van de menselijke ziel, de uiteindelijke zijnswijze van de gelovigen en bepaalde leerstellingen over de natuur van God en Christus. Deze speculatieve leerstellingen werden later (ver na zijn dood) ketters verklaard door het Tweede Concilie van Constantinopel, in 553. Toen de daaropvolgende oecumenische concilies deze veroordelingen probeerden te verhelderen, veroordeelden zij onder andere ook Evagrius.

### Invloed
Ondanks de beschuldigingen van ketterij heeft Evagrius een enorme invloed gehad op de Kerk door zijn zeer praktische geschriften. Hoewel de meeste van zijn werken werden vernietigd, overleefden veel anderen simpelweg omdat ze zo bruikbaar waren. Sommigen van zijn boeken werden 'verborgen' door ze eenvoudigweg toe te schrijven aan iemand anders, zoals Basilius, Gregorius van Nazianze of de heilige Nilus de Oude. Een van zijn belangrijkste leerlingen, Johannes Cassianus, stichtte een aantal kloosters in het zuiden van Frankrijk, en paste de principes van Evagrius succesvol aan voor zijn westerse publiek.
Andere figuren die zijn beïnvloed door Evagrius zijn: Johannes Climacus, Maximus Confessor, Benedictus van Nursia en Simeon de Nieuwe Theoloog.

### Geschriften
- Antirrethikos
- Hoofdstukken over gebed
- Praktikos
- Aan Eulogious
- Gnostikos
- Kefalaia Gnostika

## Selecte bibliografie
- Wagenaar, Christofoor. Geestelijke Geschriften. Monastieke cahiers 34–35. Bonheiden: Abdij Bethlehem, 1987.